# Hafizullah Qadami
Hafizullah Qadami (Kabul, 20 de febrer del 1985) és un futbolista afganès que juga al club Ferozi F.C. de davanter. Qadami és considerat un dels millors futbolistes afganesos de tota la història. Ha estat al Ferozi F.C. des que va debutar en el futbol, l'any 2003. Qadami forma part de la selecció de futbol de l'Afganistan, i n'és el major golejador de la història, amb 4 gols i 25 aparicions. Els seus assoliments més destacats han estat marcar gols en la Copa Desafiament de l'AFC 2006 (2 gols contra Taipei), marcar un gol en la Copa d'Àsia de futbol del 2005 contra Sri Lanka, encontre el qual van guanyar per 2-1, i haver marcat contra Sierra Leone sub-20 en la Copa Merdeka 2008.